# Hilgelo
Het Hilgelo is een recreatiegebied in de buurtschap Meddo in het noorden van de Nederlandse gemeente Winterswijk. Het ligt in het in 2005 door de Nederlandse overheid uitgeroepen Nationaal Landschap Winterswijk, een gebied van totaal bijna 22.000 hectare groot. Het Hilgelo heeft een oppervlak van 72 ha, waarvan bijna de helft bestaat uit water. De plas is ontstaan door zandwinning. Aan de westkant wordt nog zand gewonnen. Het Hilgelo is geschikt gemaakt voor allerlei vormen van kleinschalige buiten- en watersport zoals zwemmen, surfen, waterfietsen of roeien. Ook wordt de plas regelmatig gebruikt om te duiken; het autobusje op 12 meter diepte is een gewild object om naar te duiken. Jaarlijks trekt het Hilgelo 150.000 tot 200.000 bezoekers. Hiervan komt ongeveer 40% uit Duitsland. Het gebied wordt geëxploiteerd door Leisurelands.

## Coulisselandschap
Voor natuurliefhebbers is de omgeving een geliefd gebied omringd met karakteristieke boerderijen te midden van tal van kleine en grote bossen. Direct bij recreatieplas het Hilgelo staat de Sevinkmolen, sinds 1992 een rijksmonument. Hier blijkt pas goed waarom het Achterhoekse landschap ook wel een coulisselandschap wordt genoemd. Het Hilgelo ligt direct aan diverse fietsroutes, zoals de Kastelenfietsroute Oost-Gelderland of de ATB-route rondom Winterswijk. Aan de westkant van het Hilgelo is een fietspad en zijn ruiterpad aangelegd. Langs de oever zijn er voldoende rustige plekjes om te vissen.

## Naaktrecreatie
Het Hilgelo beschikt samen met Stroombroek als enige recreatiegebied in de Achterhoek en Liemers over een afzonderlijk en beschut gedeelte waar naaktrecreatie is toegestaan.